# Aleksandra Jerkov
Aleksandra Jerkov (en serbe cyrillique : Александра Јерков ; née le 22 septembre 1982 à Novi Sad) est une femme politique serbe. Ancien membre de la Ligue des sociaux-démocrates de Voïvodine (LSV) et ancienne députée du LSV à l'Assemblée nationale de la république de Serbie, elle est membre de la présidence et porte-parole du Parti démocratique depuis 2013.

## Biographie
Aleksandra Jerkov naît le 22 septembre 1982 à Novi Sad ; elle y effectue ses études élémentaires puis ses études secondaires au lycée Jovan Jovanović Zmaj. Elle suit les cours de la Faculté de philosophie de l'université de Novi Sad, dans le département de langue serbe et de linguistique, et en sort avec une licence en 2005. Elle obtient ensuite un master de l'université de Graz, en rédigeant un mémoire sur l'intégration européenne et le régionalisme. Son diplôme est validé à la faculté de sciences politiques de l'université de Belgrade.
Aleksandra Jerkov devient membre de la Ligue des sociaux-démocrates de Voïvodine de en 2000 et, entre 2003 et 2006, elle est secrétaire internationale de la Jeunesse de la Ligue et, à partir de 2006, membre de la présidence du parti.
Aux élections législatives du 21 janvier 2007, elle figure sur la liste de coalition emmenée par le Parti libéral-démocrate (LDP) de Čedomir Jovanović, qui, en plus de la LSV, compte l'Alliance civique de Serbie (GSS) et l’Union sociale-démocrate (SDU). La coalition remporte 5,31 % des suffrages et obtient 15 sièges sur 250 à l'Assemblée nationale, ce qui vaut à Aleksandra Jerkov d'être élue députée à l'Assemblée nationale de la république de Serbie.
Aux élections législatives anticipées du 11 mai 2008, à la suite d'un changement d'alliance de la LSV, Aleksandra Jerkov figure sur la liste de la coalition Pour une Serbie européenne, soutenue par le président Boris Tadić ; la liste recueille 38,40 % des suffrages, ce qui lui vaut d'obtenir 102 sièges à l'Assemblée nationale de la république de Serbie. Aleksandra Jerkov obtient un nouveau mandat parlementaire et elle est élue vice-présidente, au nom de la LSV, du groupe parlementaire de la coalition Pour une Serbie européenne,.
Lors des élections législatives du 6 mai 2012, elle figure sur la liste de la coalition Un choix pour une vie meilleure, soutenue par Tadić, le président sortant. La coalition recueille 863 294 voix, soit 22,06 % des suffrages, ce qui lui vaut 67 sièges à l'Assemblée ; Aleksandra Jerkov est reconduite dans son mandat.
En revanche, le 11 janvier 2013, elle se démet de son mandat parlementaire et de toutes ses fonctions au sein de la Ligue des sociaux-démocrates de Voïvodine et rejoint le Parti démocratique dont elle devient le porte-parole,,.

## Vie privée
Aleksandra Jerkov parle anglais, français, russe et polonais.